# Église Notre-Dame-de-l'Assomption de Château-Landon
L’église Notre-Dame-de-l’Assomption, est un édifice religieux catholique situé à Château-Landon, en France. Il est classé aux monuments historiques depuis 1840.

## Situation et accès
L’édifice est situé entre la rue de Nemours (où se trouve son entrée), la rue Jean-Galland et la place du Général-Leclerc, au centre de Château-Landon. Plus largement, il se trouve dans le département de Seine-et-Marne, en région Île-de-France.

## Histoire
Des parties de l’église remontent au XIIe siècle,.

## Structure
Le portail ouest rassemble de nombreux éléments d’architecture romane primitive.

## Statut patrimonial et juridique
L’église fait l’objet d’une classement au titre des monuments historiques par liste de 1840, en tant que propriété de la commune.